# Ellis Burks
Pour les articles homonymes, voir Burks.
Ellis Rena Burks (né le 11 septembre 1964 à Vicksburg, Mississippi, États-Unis) est un ancien voltigeur de centre et frappeur désigné au baseball ayant joué dans les Ligues majeures de 1987 à 2004.

## Carrière
Ellis Burks joue dans les majeures pendant 18 saisons, portant les couleurs des Red Sox de Boston (1987-1992), des White Sox de Chicago (1993), des Rockies du Colorado (1994-1998), des Giants de San Francisco (1998-2000) et des Indians de Cleveland (2001-2003 avant de revenir terminer sa carrière avec Boston en 2004. Il fut un choix de première ronde des Red Sox en 1983.
Il est sélectionné deux fois pour le match des étoiles du baseball majeur (1990 et 1996), remporte deux Bâtons d'argent pour ses performances en offensive (1990 et 1996) et un Gant doré (1990) pour son jeu défensif au champ extérieur. 
En 1996, avec les Rockies, il domine les majeures pour les points marqués (142) et le total de buts (392) en plus de terminer premier dans la Ligue nationale avec une moyenne de puissance de ,639. Il établit cette année-là des sommets personnels de 211 coups sûrs, 40 coups de circuits, 128 points produits et 32 buts volés. Il reçoit son second Bâton d'argent, sa deuxième invitation au match des étoiles, et termine en troisième place au vote du meilleur joueur de la Ligue nationale derrière Ken Caminiti et Mike Piazza. Sa moyenne au bâton de ,344 en 156 parties jouées est la deuxième meilleure de la Nationale après celle du champion frappeur Tony Gwynn et sa plus élevée en carrière (Burks frappera aussi pour ,344 en 2000 avec San Francisco, mais en 122 matchs).
En 2002, il frappe pour ,301 avec Cleveland et remporte le prix Edgar Martinez décerné au meilleur frappeur désigné du baseball.
En exactement 2000 matchs dans les majeures, Ellis Burks a maintenu une moyenne au bâton de ,291 avec 2107 coups sûrs, 352 circuits, 1206 points produits et 1253 points marqués. Il compte de plus 181 buts volés.
Son nom apparaît sur les bulletins de vote du Temple de la renommée du baseball pour la première fois en 2010. Il ne recueille que 2 voix et ne verra plus son nom apparaître sur les listes pour le Panthéon.